# Paul Bearer
William Alvin "Bill" Moody (Mobile (Alabama), 10 april 1954 – aldaar, 5 maart 2013), beter bekend als Paul Bearer, was een Amerikaans worstelmanager en professioneel worstelaar die vooral bekend was van zijn tijd bij World Wrestling Entertainment.
Hij is bekend door zijn tijd in World Class Championship Wrestling en zijn carrière met WWF/WWE als de manager van The Undertaker, Kane (Undertaker's verhaallijn broer) en Mankind.
In 1991 verscheen Paul Bearer als een spookachtige begrafenisondernemer die meeliep met The Undertaker met een urne. Bijna alle jaren tot 2000 liep Paul met de Undertaker mee. In 2000 was The Undertaker de American Bad Ass waardoor Paul van het toneel verdween. Pas in 2004 keerde hij terug als The Undertaker in zijn oude, bekende look. In 2008 stopte Paul het betreden van de arena samen met The Undertaker. Tot hij uiteindelijk op 24 september 2010, op Friday Night Smackdown, terugkeerde. Op 5 maart 2013, stierf Paul Bearer in Alabama op 58-jarige leeftijd na het lijden aan problemen met zijn galblaas.

## In worstelen
Worstelaars gemanaged
| - Logan McDonald - The Assassin - Blackjack Mulligan - Buzz Sawyer - Danny Jaxx - The Missing Link - Dingo Warrior - Don Jardine - Eric Embry | - Dylan Kage - Jake O'Neil - The Executioner - The Great Kabuki - Silly Billy Tompkins - Jack Victory - Kane - New Jack - Koko B. Ware | - Lex Luger - Mankind - Matt Borne - Rick Rude - Steve Austin - Sugar Bear Harris - The Undertaker - Vader - Erin Saunders |

## Prestaties
- Cauliflower Alley Club
  - Other honoree (2003)
- Gulf Coast Wrestlers Reunion
  - Pioneer Award 2001 Member of the Board of Directors
- Pro Wrestling Illustrated
  - PWI Manager of the Year (1998)
- WWE
  - WWE Hall of Fame (Class of 2014)